# 社会保険労務士法
社会保険労務士法（しゃかいほけんろうむしほう、昭和43年6月3日法律第89号）は、社会保険労務士の資格を定めて、その業務の適正を図り、もって労働および社会保険に関する法令の円滑な実施に寄与するとともに、事業の健全な発達と労働者等の福祉の向上に資することに関する法律である。（同法1条）

## 構成
- 第1章 - 総則（第1条-第7条）
- 第2章 - 社会保険労務士試験等（第8条-第14条）
- 第2章の2 - 登録（第14条の2-第14条の13）
- 第3章 - 社会保険労務士の権利及び義務（第15条-第23条の2）
- 第4章 - 監督（第24条-第25条の5）
- 第4章の2 - 社会保険労務士法人（第25条の6-第25条の25）
- 第4章の3 - 社会保険労務士会及び全国社会保険労務士会連合会（第25条の26-第25条の50）
- 第5章 - 雑則（第26条-第31条）
- 第6章 - 罰則（第32条-第38条）
- 附則

## 主務官庁
厚生労働省の所管となる。

## 資格
- 社会保険労務士